# Ole Johan Samsøe
Ole Johan Samsøe (21. marts 1759 – 24. januar 1796) var en dansk digter.

## Uddannelse
Samsøe, en søn af koffardikaptajn Jørgen Samsøe, blev født i Næstved. Som dreng kom han, sammen med sin huslærer, jævnlig ud på Herlufsholm Skole og sluttede her venskab med en af dens daværende disciple, Knud Lyne Rahbek. I 1773 blev han sat i Kolding Latinskole, hvis rektor, Skule Thorlacius, efter hans eget udsagn bidrog meget til at vække hans videnskabelige interesse. Han blev dimitteret fra denne skole i 1776, året efter tog han den filosofiske og i 1779 den filologiske eksamen.
Samme år døde faderen, og af den arv, der tilfaldt Samsøe, kunne han nok leve, mente han. Så forlod han den slagne embedsvej, draget af kærlighed til friere litterære sysler. Et bekendtskab, som han stiftede med historikeren Jørgen Kierulf, hjalp meget til at uddybe denne kærlighed.
Samsøe blev på dette tidspunkt medlem af en af disse den gang så meget yndede litterære klubber, i hvilke medlemmerne, for gensidig at udvikle hinandens litterære evner, efter tur skulle indlevere et eller andet litterært arbejde. Da turen kom til Samsøe, skrev han Fridthjof, en nordisk fortælling i den af Peter Frederik Suhm skabte genre; senere kom 2 andre nordiske fortællinger, Hildur og Halvdans Sønner. Rahbek taler i anledning af disse arbejder om Samsøes "mere end almindelige Fortrolighed med vore gamle Forfædres Karakter, Sæder og Skikke". Fortællingerne røber imidlertid ingen fortrolighed med ånden i Nordens oldtid; de er gennemtrængte af en, undertiden noget sødlig, moraliserende tone. Om Hildur siger en anmelder, at den står højt ved sine "strænge Grundsætninger og den dybe Ærefrygt for Dyd, Uskyld og Pligt".
Slutningen af 1770'erne er "Werther-Perioden" i den danske litterære udvikling. Samsøe besad et irritabelt nervesystem og et fra faderen arvet anlæg til tungsind. Han faldt da også som et offer for Werther-feberen; voldsomme sindslidelser, siger Rahbek, kaldte tungsindet frem. Den sidstnævnte hørte selv til de stærkt angrebne, og han tænkte så på en udenlandsrejse for om muligt at slippe bort fra aygdommen. "For at undfly sig selv" og for at være Rahbek en trøster på den tunge vandring besluttede S. at følge med ham.
I juli 1782 rejste de fra København til Kiel, hvor de 2 melankolikere forgæves søgte at trøste hinanden; der var meget, de ikke stemte overens i. De fortsatte rejsen, for det meste i fællesskab, over Leipzig, Dresden, Wien, München til Paris. Samsøe syslede en del med videnskabelige studier, særlig i den græske litteratur, men dilettantmæssig, uden nogen fast plan.

## Karriere
I oktober 1784 kom han hjem, så temmelig helbredt for sit tungsind. Arven var imidlertid opbrugt, og han måtte tænke på en levevej. Efter at han havde tumlet et års tid med forskellige planer og overvejelser, søgte og fik han pladsen som lærer ved skolen for de kongelige pager. Men gerningen tilfredsstillede ham ikke. Han havde det samme kritiske syn på adelen som datidens liberale fremskridtsmænd, hvad man bl.a. kan se af hans afhandling: Endnu noget mere om Adel, der anonymt blev indrykket i Minerva december 1790.
1791 blev pageskolen ophævet, og så var Samsøe igen en fri mand, med 300 rigsdaler i ventepenge. Men han havde forlovet sig og måtte derfor tænke på en ny levevej. En kort tid havde han nogle timer i Borgerdydskolen, indtil han i august 1792 blev lærer ved Frue lærde Skole, en stilling, han dog allerede opgav det følgende forår, til dels på grund af nogle ubetydelige fortrædeligheder, han havde haft i sin lærergerning. Desuden tænkte han ikke længere på giftermål; både han selv og hans forlovede tvivlede om, at de egentlig passede for hinanden, og så skiltes de "med indbyrdes Højagtelse" og "med en inderlig Deltagelse i hinandens Vel og Ve".
I efteråret 1793 tog Samsøe dog igen timer i Borgerdydskolen. Det er i det tidsrum, som nu kommer, at han frembringer sit betydeligste arbejde.

## Dyveke
Kierulf var i 1794 blevet en af det Kongelige Teaters direktører, og det var en tilfældig bemærkning af denne ven, der bragte Samsøe på den tanke at skrive noget for teatret. En aften i februar 1795 kunne han overraske Rahbek med den nyhed, at han havde skrevet en tragedie og indsendt den til det kongelige Teater.
Dyveke, et Sørgespil, således kom stykkets titel til at lyde. Det historiske drama, med emner fra Danmarks historie, var blevet skabt af Johannes Ewald. Andre digtere havde søgt at fortsætte hans gerning, men det var mislykkedes. Dyveke er det første læselige arbejde af den art efter Ewald. Skønt det ikke i streng forstand er et historisk drama – det behandler væsentlig et privatoptrin i en konges liv –, strejfer det dog den danske historie og gav ved sit emne lejlighed til at komme ind på det den gang så yndede emne om adelstanden og dens berettigelse.
Torben Oxe repræsenterer oplysningstidens betragtning af dette spørgsmål. Han siger til Dyveke: "Kjærligheden kjender ingen Stænder" (dvs standsforskel). At skildre historisk forstod den tid ikke; den brugte de historiske skikkelser som talerør for sine egne tanker og stemninger. Dyveke er gennemtrængt af tidsalderens sentimentale tone. Man yndede at fremstille gennemædle skikkelser på en baggrund af nogle skurke, der tjente til end yderligere at fremhæve ædelheden hos de andre personer.
Knud Gyldenstjerne er ædel, og det er Torben Oxe også, ja Sigbrit med. Men ædelheden når dog først sit højdepunkt i dronningen og Dyveke. De kappes om at ofre sig for hinanden. Dyveke vil frivillig træde tilbage, da kongen har fået en retmæssig hustru. Men dronningen beder hende selv om at blive: "Lad os være Venner! Selv glade og lykkelige skulle vi gjøre vor Christierns Dage lykkelige." Tiden var jo ellers meget "moralsk", i alt fald meget moraliserende; men med de sentimentale tårer i øjnene kunne man ikke se nøgternt og klart på en sag, og så var det umoralske ganske i sin moralske orden. Og derfor finder Gyldenstjerne heller ikke noget som helst anstødeligt i, at Torben Oxe vil ægte kongens tidligere frille.
Imidlertid, når man har fremhævet stykkets forskellige mangler, må det endnu siges at Dyveke er alligevel noget af et digterværk, et af de meget få dramatiske arbejder fra det 18. århundredes slutning, som har holdt sin læsbarhed ud over sin egen periode. Og grunden dertil er, at stykket virkelig til dels er båret af en poetisk stemning, selv om denne stemning kan være noget sygelig. En samtidig siger om Dyveke: "Der flyder en sød Melankoli igjennem det hele".
Stykket blev spillet første gang 30. januar 1796. Det var imødeset med stor forventning, og man sloges næsten om billetterne til forestillingen. Det er i alt blevet spillet 77 gange, sidste gang 1856. Danmark havde ikke frembragt mange holdbare skønlitterære produkter i denne periode, og Samsøe skulle ikke bygge videre på succesen. Da det første gang gik over det kongelige Teaters scene, var han nemlig allerede død.
I slutningen af 1795 syslede han med planer til nye arbejder; bl.a. tog han igen fat på et tidligere forfattet udkast til en tragedie om Marsk Stig; men nytårsdag blev han upasselig, og natten mellem 23. og 24. januar døde han.
Af hans Efterladte digteriske Skrifter, I-II (1796), der blev udgivet af Rahbek, kom der 3 oplag. Dyveke oversattes til tysk og hollandsk.